# 2009-es regionális bahái konferencia

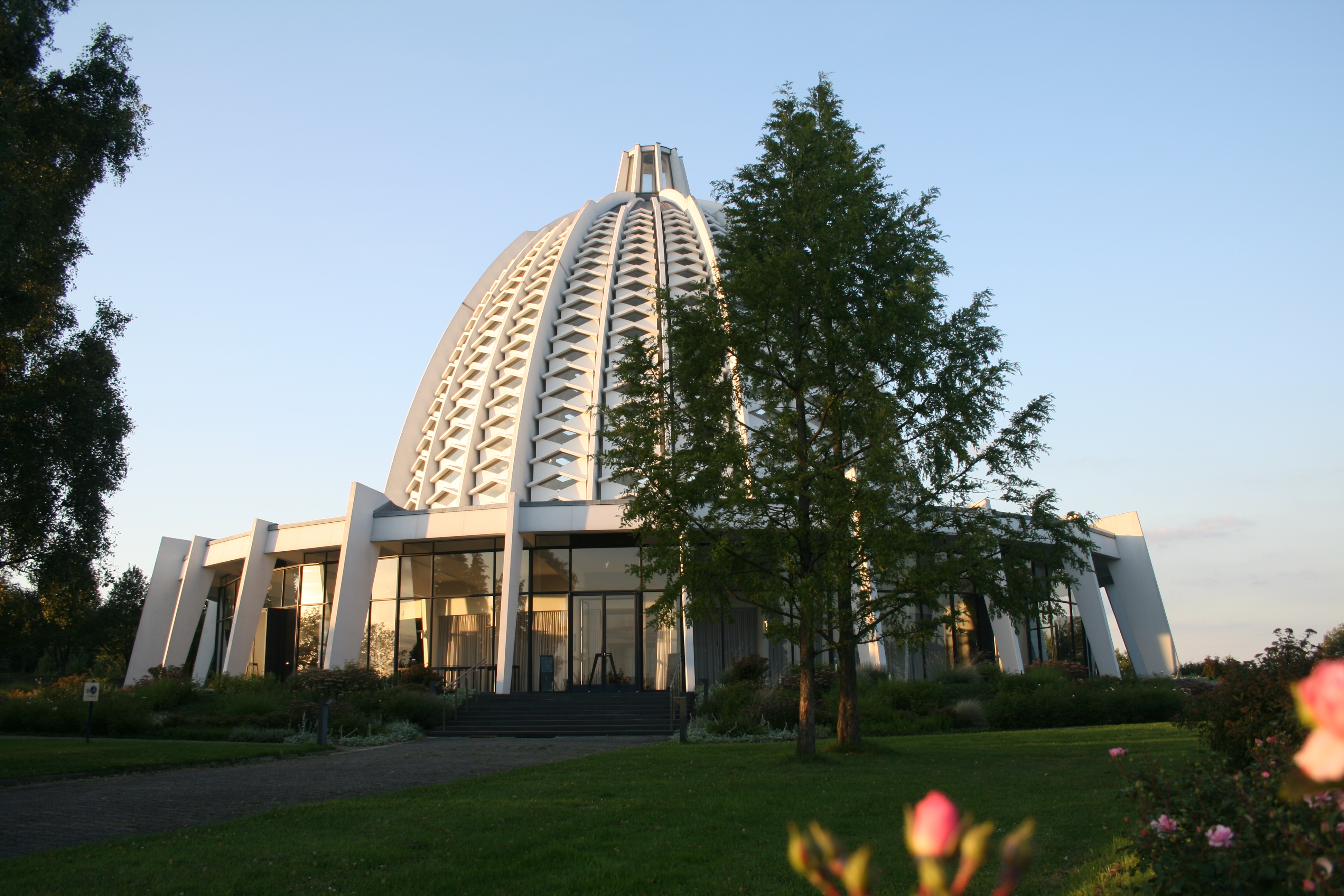
Bahái templom (Németország, Langenhain)

A 2009-es regionális bahái konferenciát Frankfurtban 2009. február 7-8. között rendezték meg. Közel 4600 bahái gyűlt össze 15 európai országból. 
A frankfurti konferencia 41 regionális konferenciának volt az egyik állomása. Ez volt Frankfurtban a legnagyobb bahái találkozó. A Frankfurti Vásár kongresszusi központja adott otthont a rendezvénynek. 2000 résztvevő volt Németországból, 800 Franciaországból, 350 Hollandiából és Svájcból. Sokan képviselték az ausztriai, belgiumi, cseh, magyar és koszovói bahái hitűeket, de sokan voltak Liechtensteinből, Luxembourgból, Macedóniából, Lengyelországból, Szlovákiából és Szerbiából is.
Magyarországból 69 résztvevő utazott Németországba. 13 ember ment Koszovóból. A világon élő 5-6 millió baháiból az eddigi 37 konferencián 75000-en vettek részt.
A 41 regionális konferencia első állomása 2008. november 1-jén volt Zambiában, míg az utolsó 2009. március 1-jén zárult Kijevben. A teljesség igénye nélkül a következő országokban tartottak még konferenciákat: Kenya, Dél-afrikai Köztársaság, India, Kongói Köztársaság, Chile, Kamerun, az Amerikai Egyesült Államok, Brazília, Malajzia, Egyesült Királyság, Mexikó, Ausztrália, Spanyolország, Olaszország, Törökország. 
A konferencia célja az volt, hogy megünnepelje a baháik közösségépítő eredményeit és terveket készítsen a jövőre nézve. 
Az Igazságosság Egyetemes Házát Stephen Birkland és Joan Lincoln, a Nemzetközi Tanítási Központ tagjai képviselték. 
Körülbelül 270 gyerek utazott a frankfurti konferenciára. Egy csoport 250 héliummal töltött léggömböt engedett fel a németországi templom mellől. A konferencia angol nyelvű volt, amit  helyszínen öt másik nyelvre fordítottak a tolmácsok: németre, franciára, csehre, lengyelre és magyarra.
A konferenciát kiegészítették egyéb programok Langenhainban, a bahái templomban, mely Frankfurttól 25 kilométerre fekszik. Egy nappal a konferencia kezdete előtt speciális közlekedési ingajáratot indítottak Langenhain és Frankfurt között.